# Доџ џорни
Доџ џорни (енгл. Dodge Journey) је теренски аутомобил који производи америчка фабрика аутомобила Доџ од 2008. године.

## Историјат
Премијерно је приказан на салону аутомобила у Франкфурту 2007. године. Интерне ознаке JC49, џорни дели модификовану палтформу са аванџером, Доџов аутомобил средње класе. Мења караван магнум, минивен караван и кросовер пасифику. На северноамеричком тржишту је од марта 2008. године. На кинеском тржишту носи назив JCUV. Доџ џорни се продаје на глобалном нивоу, док је истоветни фримонт заступљен у Европи, Аустралији и Бразилу. Оба возила се производе у граду Толука у Мексику.
Према димензијама и каросерији џорни је нешто између већег кросовера и моноволумена. Дизајниран је да задовољи различите потребе породице и клијената који траже пространо, удобно и свестрано возило за свакодневни начин живота. Ово возило, са три реда седишта, комбинује флексибилност и практичност са препознатљивим и оригиналним стилом. Његове димензије обезбеђују оптимални унутрашњи простор, захваљујући великодушном међуосовинском растојању од 2890 мм.
Редизајн је урађен 2011. године. Измењена је маска хладњака, на којој је амблем назива компаније померен у десну страну, заменивши стари амблем који се налазио на средини маске. Ентеријер је потпуно измењен, затим суспензија, управљачки систем, погонски мотори, нови лого, дневна лед светла. Све се ово поклапа са увођењем Фијат фримонта исте године на европско тржиште. У ствари редизајн је и урађен под утицајем Фијата, који је унапредио возило.
Џорни постаје најмањи Доџов теренац 2012. године када ФЦА зауставља производњу мањег, али скупљег теренца званог нитро. 2013. добија ревидирани Доџ лого са два црвена коса правоугаоника. 2014. године представљена је крос (Cross) верзија, која се од стандардне разликује по предњим и задњим браницима, предњом црном маском, алу-фелнама и украсној хромираној лајсни која се протеже дуж прагова возила. Има погон на сва четири точка и солидно опремљен пакет опреме.
У зависности од пакета опреме, осим модела са предњим погоном може имати и погон на сва четири точка. У понуди су бензински мотори: 2.4 од 173 КС и 3.6 V6 од 283 КС. Од 2008. до 2011. уграђивали су се бензинци 2.4 (170 КС), 2.7 (185 КС) и 3.5 (235 КС) и Фолксвагенов TDI дизел мотор од 2.0 (140 КС).

## Галерија
- пре редизајна
- после редизајна
- после редизајна
- унутрашњост пре редизана
- унутрашњост после редизајна (фримонт)
- Фијат фримонт